# Maggiori studi di produzione cinematografica
Per rientrare nella categoria dei maggiori studi di produzione cinematografica (in inglese major film studio o semplicemente major), un'azienda di produzione e di distribuzione di film deve realizzare annualmente un notevole numero di film e controllare costantemente una significativa percentuale degli incassi al botteghino in un dato mercato.
Nei mercati nordamericani, occidentali e globali, i maggiori studi di produzione cinematografica, sono spesso conosciuti con il soprannome di majors. Oggi esistono cinque grandi conglomerati dei media che tramite le varie majors, controllano approssimativamente il 90% dei ricavi al botteghino negli Stati Uniti e in Canada.

## Le major in passato
Gli studi Warner Bros., Paramount e 20th Century Fox facevano anche parte delle “cinque grandi" majors durante il periodo aureo di Hollywood. Gli studi Columbia e Universal facevano invece parte delle "tre piccole" majors. Gli studi Disney erano un'azienda di produzione indipendente durante il periodo aureo; erano un'entità importante di Hollywood, ma non erano ancora una major.
Le cinque majors
- Warner Bros.
- Metro-Goldwyn-Mayer
- Paramount Pictures
- 20th Century Fox
- RKO Pictures

Le tre minors
- United Artists
- Universal Studios
- Columbia Pictures

## Le major
La maggior parte delle odierne "Cinque Grandi" inoltre includono aziende precedentemente indipendenti che sono state acquistate e inserite nel loro organigramma societario, è il caso ad esempio di New Line Cinema in Warner Bros. Discovery. Le majors inoltre hanno sviluppato una varietà di divisioni specializzate concentrate sui film d'autore (per esempio, Paramount Classics) o sul genere del film (per esempio, Fox Atomic). I sei principali studi sono contrapposti alle piccole aziende di produzione e/o di distribuzione di film, che sono conosciute come "independents" o "Indies.". I due più grandi produttore/distributori indipendenti: Lionsgate e The Weinstein Company a volte vengono categorizzati come "mini-majors". Dal 1998 al 2005, l'indipendente DreamWorks SKG aveva una percentuale abbastanza grande del mercato degli incassi al botteghino per qualificarsi come settima majors, malgrado fosse un'azienda relativamente piccola. Nel gennaio 2006 la DreamWorks venne acquistata da Viacom, società madre della Paramount, che ne mantenne la proprietà fino al 2009, quando la cedette alla Reliance. I principali studi sono soprattutto appoggi e distributori di film la cui produzione reale in gran parte è affidata ad aziende indipendenti, alcune producono più film, mentre altre sono create per la produzione di un unico specifico film.
Le divisioni specializzate spesso acquistano semplicemente i diritti di distribuzione dei film con cui lo studio non ha avuto niente a che fare con la produzione. Mentre le majors si occupano della vera produzione, le loro attività sono focalizzate nelle aree dello sviluppo, del finanziamento, della introduzione sul mercato (marketing), e della vendita (merchandising). Le sedi principali delle majors sono situate a, o intorno, Hollywood, esse sono tutte concentrate negli studi attivi durante il periodo aureo di Hollywood tra gli anni trenta e gli anni quaranta.

### Lecinque grandi
Le cinque grandi major correnti sono: Universal, Paramount, Warner, Disney e Sony.
| Divisione madre (Conglomerato)                                                          | Studio principale     | Studio secondario    | Studio per film artistici/indipendenti                                                                | Studio per film di serie B/di genere | Studio per film d'animazione | Servizio di Streaming                                                  | Percentuale di mercato US/CA (2023) |
| --------------------------------------------------------------------------------------- | --------------------- | -------------------- | --- | --- | --- | ---------------------------------------------------------------------- | ----------------------------------- |
| Universal Studios (NBCUniversal, Comcast)                                               | Universal Pictures    |                      | Focus Features                                                                                        | Working Title Films | Universal Animation Studios, DreamWorks Animation, Illumination Entertainment, Illumination Studio Paris                                                                                                | Peacock, Hayu                                                          | 21,77%                              |
| Paramount Pictures Corporation (Paramount Global) (Fusione in corso con Skydance Media) | Paramount Pictures    |                      | Miramax (49%), Showtime Documentary Films                                                             | Paramount Players, Republic Pictures, BET Films, MTV Entertainment Studios, Nickelodeon Movies                                                                              | Paramount Animation, Nickelodeon Animation Studio, MTV Animation, CBS Eye Animation Productions, Avatar Studios                                                                                         | Paramount+, Pluto TV, BET+, 5, Philo (quota minoritaria)               | 9,55%                               |
| Warner Bros. Entertainment (Warner Bros. Discovery)                                     | Warner Bros. Pictures | New Line Cinema      | HBO Films, HBO Documentary Films, Cinemax Films                                                       | DC Studios, Cartoon Network Movies, CNN Films, TruTV Films, Alloy Entertainment                                                                                             | Warner Bros. Animation, Warner Bros. Pictures Animation, Cartoon Network Studios, Williams Street, Hanna-Barbera Studios Europe                                                                         | Max, Discovery+, Philo (quota minoritaria)                             | 15,73%                              |
| The Walt Disney Studios (The Walt Disney Company)                                       | Walt Disney Pictures  | 20th Century Studios | Disneynature, Searchlight Pictures, Hulu Documentary Films, A&E IndieFilms (50%), History Films (50%) | Marvel Studios, Lucasfilm, National Geographic Documentary Films (73%), ESPN Films (80%), Disney Channel Original Movies, Freeform Original Productions, The Muppets Studio | Walt Disney Animation Studios, Disney Television Animation, Pixar Animation Studios, Marvel Animation, Marvel Studios Animation, Lucasfilm Animation, 20th Century Animation, 20th Television Animation | Disney+, Hulu, ESPN+ (80%), Disney+ Hotstar, Philo (quota minoritaria) | 21,26%                              |
| Sony Pictures Entertainment (Sony Group Corporation)                                    | Columbia Pictures     | TriStar Pictures     | Sony Pictures Classics                                                                                | Screen Gems, Stage 6 Films, Affirm Films, Ghost Corps | Sony Pictures Animation, Sony Pictures Imageworks, Crunchyroll, LLC, Madhouse (5%) | SonyLIV, Crunchyroll                                                   | 11,26%                              |